# Osamu Taninaka
Osamu Taninaka (japonsko 谷中 治), japonski nogometaš, * 24. september 1964.
Za japonsko reprezentanco je odigral tri uradne tekme.